# Baczyński (film)
Baczyński – polski film z gatunku dokument fabularyzowany w reżyserii Kordiana Piwowarskiego, oparty na biografii poety pokolenia kolumbów Krzysztofa Kamila Baczyńskiego. Premiera miała miejsce 15 marca 2013 r.

## Obsada aktorska
- Mateusz Kościukiewicz – Krzysztof Kamil Baczyński
- Katarzyna Zawadzka – Barbara Drapczyńska
- Ewa Telega – Stefania Baczyńska, matka Krzysztofa
- Marta Klubowicz – matka Basi
- Artur Bachański – Kazimierz Wyka
- Iga Banasiak – Aniela Kmita
- Marianna Bukowska – łączniczka
- Joachim Ciecierski – gestapowiec
- Daniel Dobkowski – Lolek
- Jan Dowjat – Tadeusz Gajcy
- Tomasz Gizelski – „Długi”
- Józef Grzymała – Bogdan Deczkowski
- Mateusz Fedorczyk – Tytus
- Krzysztof Hanke – tłumacz
- Łukasz Kominek – Jarosław Iwaszkiewicz
- Mariusz Kostecki – ojciec Basi
- Damian Kowalski – chłopiec
- Tomasz Leszczyński – Jerzy Andrzejewski
- Andrzej Leśniewski – poeta
- Marcin Macenowicz – „Świst”
- Mateusz Morgun – Lesław Bartelski
- Marzena Nieżurawska – dziewczyna powstaniec
- Krzysztof Olszewski – mały powstaniec
- Piotr Prędota – kolega Krzysztofa
- Adrian Raciborski – „Kołczan”
- Joanna Rucińska – sanitariuszka
- Lech Sołuba – profesor
- Sławomir Tomczak – porucznik Tomasz
- Robert Waćkowski – gestapowiec